# Khủng bố nhà nước
Khủng bố nhà nước là hoạt động khủng bố được tiến hành bởi một nhà nước chống lại một quốc gia hoặc dân tộc khác. Khái niệm này cũng được dùng để chỉ những hành vi bạo lực được thực hiện bởi nhà nước để đàn áp, chống lại những người dân của chính quốc gia đó.

## Sử dụng
Thuật ngữ khủng bố nhà nước được cố Tổng thống Palsetin Yasser Arafat đề cập đến để chỉ về những vụ việc tấn công đàn áp của chính quyền Israel chống lại nền độc lập, tự do của nhân dân Palestin và thuật ngữ này được nhiều lãnh đạo các chính đảng Palestin dùng để chỉ về những hành động của chính quyền Israen Đặc biệt là vụ việc Thủ lĩnh Hamas Sheikh Ahmed Yassin  bị Israel sát hại với việc máy bay bắn hai quả tên lửa trúng ông này, Chính quyền Palestine lên án Israel là khủng bố nhà nước 
Tổ chức Hội nghị Hồi giáo (OIC) cũng từng lên án Mỹ gián tiếp gây ra cuộc xung đột đẫm máu ở Trung Đông bởi vì Mỹ ủng hộ chủ nghĩa khủng bố nhà nước của Israel chống lại Palestine 
Năm 2014, với việc tàu Trung Quốc đâm chìm tàu cá Việt Nam trong vụ giàn khoan HD 981, ông chuyên gia Nguyễn Ngọc Giao cho rằng đây cũng là hành động khủng bố nhà nước.